# Region Diourbel
Die Region Diourbel mit der Hauptstadt Diourbel ist eine Region im zentralen Westen des Senegal. Sie ist nächst der Hauptstadtregion Dakar flächenmäßig die zweitkleinste Region des Landes und gleichwohl nach dieser und der westlich benachbarten Region Thiès die bevölkerungsmäßig drittstärkste Region in Senegal. Sie umfasst mit der dreiviertel Million Einwohner der muslimischen Pilgerstätte Touba die größte Ansiedlung des Landes außerhalb der Hauptstadtregion.

## Geographische Lage
Die Region Diourbel ist die einzige Region des Landes, die weder Anteil an einem Küstenabschnitt noch an einer Außengrenze hat. Sie grenzt, von Westen angefangen im Uhrzeigersinn an folgende anderen Regionen: Thiès, Louga, Kaffrine und Fatick. Ihre Ost-West-Ausdehnung liegt bei etwa 130 km und die Nord-Süd-Ausdehnung bei etwa 50 km.
Die Region verfügt über keinen ganzjährigen Wasserlauf; der Mittellauf des Sine, an dem die Regionalpräfektur Diourbel liegt, führt nur in der Regenzeit Wasser. Gleichwohl sind die regionalen Grundwasservorräte bedeutend.

## Geschichte
Die Region Diourbel war eine der sieben ursprünglichen Regionen das Senegal seit 1960, umfasste aber bis 1976 auch das Territorium der Region Louga, die damals als achte Region geschaffen wurde. Damit verkleinerte sich die Region Diourbel auf einen Bruchteil der ursprünglichen Fläche.
Dieses verbleibende Gebiet war Kernterritorium des Reiches Baol, das bis 1894 existierte, davon die letzten Jahre als französisches Protektorat. Danach wurde das Territorium der französischen Kolonialverwaltung direkt unterstellt. Einen besonderen bevölkerungsmäßigen Aufstieg verdankt die Region der 1963 fertiggestellten Großen Moschee von Touba, die nicht nur alljährlich Pilgerströme anlockt, sondern auch zu einem enormen Wachstum der Ortschaft Touba geführt hat, die trotz ihrer Größe nicht den rechtlichen Status einer Stadt (Commune) oder gar einer Großstadt (Ville) beansprucht.
Bis 2001 bedeckte die Region eine Fläche von 4359 km². Im Jahr 2002 wechselte das Arrondissement Taïf von der Region Fatick in das östliche Département Mbacké der Region Diourbel und vergrößerte diese weiter nach Osten auf eine Fläche von 4769 km². Nach dem Stand der Volkszählung von 2013 wurden für die Region 1.497.453 Einwohner dokumentiert. 2023 waren bereits über zwei Millionen Menschen.

## Gliederung
Die Region Diourbel untergliedert sich in drei Départements:
- Bambey
- Diourbel
- Mbacké

Auf den nächsten Gliederungsebenen sind für 2013 acht Arrondissements, drei Kommunen (Communes) und 37 Landgemeinden (Communautés rurales), 1199 amtlich erfasste Dörfer (Villages) sowie 768 Weiler (hameaux) zu nennen.